# Абдаллах ал-Мамун
Ал-Мамун (Al-Maʾmūn, с пълно име: Abū l-ʿAbbās ʿAbdallāh al-Maʾmūn ibn Hārūn ar-Raschīd, арабски أبو العباس عبد الله المأمون بن هارون الرشيد; Abū l-ʿAbbās ʿAbd Allāh al-Maʾmūn b. Hārūn ar-Rašīd; * септември 786 в Багдад; † 9 август 833 в ал-Будандюн) е седмият халиф (813 – 833) на абасидите. При него халифатът на абасидите постига високо културно ниво.
Ал-Мамун е роден през септември 786 в Багдад като син на Харун ал-Рашид (786 – 809) и персийската му робиня Марадшил. Майка му умира вероятно малко след раждането му и Ал-Мамун е отгледан от Зубаида, арабската майка на Ал-Амин.
След смъртта на баща му Ал-Мамун издига Мерв за своя резиденция и управлява граничните територии на своето частично царство. Става губернатор на Хорасан, но има конфликти с брат си ал-Амин. Избухва гражданска война, брат му е убит и през 813 г. Ал-Мамун е признат от всички за халиф. Влиза триумфално в Багдад през 819 г. Известен е с покровителството си на науката, привлича много учени и основава в Багдад Дом на мъдростта (Бейт ал-хикма). По негово време се утвърждава ролята на улемите в ислямската политика.
Ал-Мамун умира на 9 август 833 в ал-Будандюн (днес Позанти в Турция) по време на поход против Византия. Трупът му е закаран в Тарс и е погребан там. Негов наследник е брат му Ал-Мутазим (833 – 842).